# Weta Digital
Weta Digital is een Nieuw-Zeelands filmbedrijf dat is gespecialiseerd in digitale visuele effecten. Het bedrijf is gevestigd in Wellington en is een dochterbedrijf van Weta Workshop, een bedrijf dat meer is gespecialiseerd in de fysieke aankleding van een film, zoals het verzorgen van de kostuums.
Weta Digital werd in 1993 opgericht door regisseur Peter Jackson, Richard Taylor, Jamie Selkirk, Jim Booth en anderen, omdat zij visuele effecten wilden maken voor hun film Heavenly Creatures. Voor die film werkten ze slechts met één computer. Sindsdien is het bedrijf enorm gegroeid. Veel films waarvan de special effects hier zijn geproduceerd kregen later een cultstatus.
Weta Digital kreeg veel erkenning voor de computereffecten voor The Lord of the Rings-filmtrilogie van Peter Jackson. Voor alle drie de delen won het bedrijf een Academy Award (Oscar) voor Beste Visuele Effecten. Twee jaar later, in 2005, kreeg het bedrijf opnieuw erkenning voor zijn werk door dezelfde prijs te winnen voor de special effects voor King Kong.
Vanwege de omvang van de veldslagen in de Lord of the Rings-trilogie moest het bedrijf nieuwe software ontwikkelen om aan de wensen te voldoen. Het bedrijf produceerde "MASSiVE", waarmee enorme hoeveelheden personages elk apart aangestuurd konden worden door instellingen vooraf. Na de eerste film werd het programma verbeterd waardoor de beelden van de tweede en derde film veel gedetailleerder zijn. Weta Digital gebruikt het programma nog steeds voor veel nieuwe films.
Weta Digital produceerde ook de animatie voor Gollum in de Lord of the Rings-trilogie. Door middel van bewegingssensoren, geplakt op het lichaam van acteur Andy Serkis, key frame-animatie en speciale renderingstechnieken kon men het personage Gollum realiseren.
Sinds november 2003 heeft Weta Digital een aantal van de sterkste computers ter wereld. Deze computers bestaan uit IBM BladeCenter-clusters, waarbij elke server bestaat uit 2 Xeon-processors. De meeste ervan draaien Linux. De computers staan in het centrum van Wellington.
Andere films waaraan Weta Digital werkte zijn Contact uit 1997 van regisseur Robert Zemeckis, I, Robot uit 2004 van regisseur Alex Proyas, en het derde deel van X-Men. Die laatste film had een budget van 210 miljoen dollar en is daarmee een van de duurste films ooit gemaakt.
Het nieuwe Walt Disney Pictures-logo, dat voor het eerst te zien was in Pirates of the Caribbean: Dead Man's Chest, werd ook geanimeerd door Weta Digital.

## Films
- Deadpool 2 (2018)
- Maze Runner: The Death Cure (2018)
- Deadpool (2016)
- Maze Runner: The Scorch Trials (2015)
- The A-Team (2010)
- Avatar (2009)
- 30 Days of Night (2007)
- The Waterhorse (2007)
- Fantastic Four: Rise of the Silver Surfer (2007)
- Eragon (2006)
- X-Men: The Last Stand (2006)
- King Kong (2005)
- The World's Fastest Indian (2005)
- I, Robot (2004)
- Van Helsing (2004)
- The Lord of the Rings: The Return of the King (2003)
- Maximum Surge Movie (2003) (televisie)
- The Lord of the Rings: The Two Towers (2002)
- The Lord of the Rings: The Fellowship of the Ring (2001)
- The Price of Milk (2000)
- Contact (1997)
- Tidal Wave: No Escape (1997) (televisie)
- The Frighteners (1996/I
- Forgotten Silver (1995) (televisie)
- Heavenly Creatures (1994)
- Hercules: The Legendary Journeys - Hercules and the Lost Kingdom (1994)
- Jack Brown Genius (1994)
- Loaded (1994) (de beginscène met de vogel)
- Heavenly Creatures (1994)